# Actinodura sodangorum
La actinodura coroninegra (Actinodura sodangorum) es una especie de ave paseriforme de la familia Leiothrichidae endémica del este de Indochina.

## Descripción
La actinodura coroninegra mide unos 24 cm de largo, incluida su larga cola. Su cabeza es gris con el píleo eréctil negro, y con listas pileales laterales y bigoteras blanquecinas. Presenta anillos oculares blancos que contrastan con sus ojos oscuros. El resto de sus partes superiores son de color verde oliváceo, salvo las plumas de vuelo de las alas que son pardo negruzcas, una corta lista blanca difusa a la altura de los hombros, y las plumas de su cola que son pardas con listado negro. Sus partes inferiores son de color canela claro.

## Distribución
Se encuentra únicamente en las selvas y zonas de matorral de montaña de una reducida región ubicada entre Laos y Vietnam. Está amenazada por la pérdida de hábitat.